# Family Rock
Pour plus de détails, voir Fiche technique et Distribution.
Family Rock est un film français réalisé par José Pinheiro, sorti en 1982.

## Synopsis
Christophe, sa femme Charlie et leurs deux enfants Mirabelle et Pierrot, quittent la vie monotone qui était la leur jusque-là et décident de se lancer dans la vie aventureuse de forains. En car, ils parcourent la France de villes en villes pour installer leur manège, mais, nouveaux dans ce milieu, ils ont du mal à s'intégrer.

## Fiche technique
- Titre : Family Rock
- Autre titre : Les espadrilles prennent l'eau
- Réalisation : José Pinheiro,
- Scénario : José Pinheiro
- Musique : Guy Boulanger
- Photographie : Roland Dantigny
- Montage : Claire Pinheiro
- Pays de production :  France
- Format : Couleurs
- Genre : comédie
- Durée : 90 minutes
- Date de sortie : 
  - France : 4 août 1982

## Distribution
- Sylvie Orcier : Charlie
- Christophe Malavoy : Christophe
- Camille Robert : Mirabelle
- Serge Merle : Pierrot
- Rudolph Monori : Le saltimbanque
- Jules Bourset : Julot
- Éric Prat : L'adjoint au maire
- Raoul Billerey
- Paul Bisciglia
- Anne-Marie Etienne